# ليو بيكي
ليو بيكي (بالصينية: 刘佩琦) هو ممثل صيني، ولد في 30 نوفمبر 1957 في الصين.

## وصلات خارجية
- ليو بيكي على موقع IMDb (الإنجليزية)
- ليو بيكي على موقع ألو سيني (الفرنسية)
- ليو بيكي على موقع أول موفي (الإنجليزية)
- ليو بيكي على موقع قاعدة بيانات الأفلام السويدية (السويدية)
- ليو بيكي على موقع قاعدة بيانات الفيلم (الإنجليزية)
- ليو بيكي على موقع كينوبويسك (الروسية)